# Maeystown
Maeystown – wieś w Stanach Zjednoczonych, w stanie Illinois, w hrabstwie Monroe.